# Dziadówki Zdanowskie
Dziadówki Zdanowskie – kolonia w Polsce położona w województwie świętokrzyskim, w powiecie jędrzejowskim, w gminie Nagłowice.